# Eleutherodactylus johnstonei
Eleutherodactylus johnstonei е вид жаба от семейство Eleutherodactylidae. Възникнал е преди около 0,0117 млн. години по времето на периода кватернер. Видът не е застрашен от изчезване.

## Разпространение и местообитание
Разпространен е в Ангуила, Антигуа и Барбуда, Барбадос, Бонер, Гваделупа, Гренада, Доминика, Мартиника, Монсерат, Саба, Свети Мартин, Сейнт Винсент и Гренадини, Сейнт Китс и Невис, Сейнт Лусия, Сен Естатиус и Синт Мартен. Внесен е в Аруба, Бермудски острови, Венецуела, Гвиана, Колумбия, Коста Рика, Кюрасао, Панама, Тринидад и Тобаго, Френска Гвиана и Ямайка.
Обитава градски и гористи местности, градини, ливади, храсталаци и плантации в райони с тропически и субтропичен климат.

## Описание
Популацията на вида е нарастваща.